# AVN Award for Best Double-Penetration Sex Scene
L'AVN Award for Best Double-Penetration Sex Scene è un premio pornografico assegnato agli attori impegnati in una scena di doppia penetrazione votata come migliore dalla AVN, l'ente che assegna gli AVN Awards, riconosciuti come i migliori premi del settore (paragonabile al Premio Oscar).
Come per gli altri premi, viene assegnato nel corso di una cerimonia che si svolge a Las Vegas, solitamente nel mese di gennaio, dal 2009.

## Vincitori

### Anni 2000
| Anno | Vincitori                                   | Titolo |
| ---- | ------------------------------------------- | ------ |
| 2009 | Jessica Drake Eric Masterson Brad Armstrong | Fallen |

### Anni 2010
| Anno | Vincitori                                  | Titolo                                            |
| ---- | ------------------------------------------ | ------------------------------------------------- |
| 2010 | Bobbi Starr Mr. Marcus Sean Michaels       | Bobbi Starr and Dana DeArmond's Insatiable Voyage |
| 2011 | Asa Akira Toni Ribas Erik Everhard         | Asa Akira Is Insatiable                           |
| 2012 | Asa Akira Toni Ribas Mick Blue             | Asa Akira Is Insatiable 2                         |
| 2013 | Asa Akira Ramón Nomar Mick Blue            | Asa Akira Is Insatiable 3                         |
| 2014 | Skin Diamond Marco Banderas Prince Yahshua | Skin                                              |
| 2015 | Anikka Albrite Mick Blue Erik Everhard     | Anikka 2                                          |
| 2016 | Riley Reid James Deen Erik Everhard        | Being Riley                                       |
| 2017 | Abella Danger Mick Blue Markus Dupree      | Abella                                            |
| 2018 | Angela White Markus Dupree Mick Blue       | Angela 3                                          |
| 2019 | Abigail Mac Jax Slayher Prince Yahshua     | Abigail                                           |

### Anni 2020
| Anno | Vincitori                                | Titolo                           |
| ---- | ---------------------------------------- | -------------------------------- |
| 2020 | Riley Reid Markus Dupree Ramón Nomar     | I Am Riley                       |
| 2021 | Emily Willis Steve Holmes Mick Blue      | The Insatiable Emily Willis      |
| 2022 | Angela White Michael Stefano John Strong | Angela Loves Anal 3 – Scene 4    |
| 2023 | Gia Derza Mick Blue John Strong          | Gia Scene 1: Double Penetration! |
| 2024 | Vanna Bardot Alex Jones Dante Colle      | Influence: Vanna Bardot Part 3   |
| 2025 | Ryan Reid Mick Blue Hollywood Cash       | Learning How Ti Reid             |